# Veslački savez Istarske županije
Veslački savez Istarske županije (VSIŽ) jedan je od podsaveza Hrvatskog veslačkog saveza i okuplja veslačke klubove iz Istre. Sjedište VSIŽ-a je u Puli.

## Klubovi
Trenutno okuplja sljedeće veslačke klubove iz Istre:
| klub        | mjesto  | osnovan | mrežne stranice                                                                                       | boja vesla            |
| ----------- | ------- | ------- | --- | --------------------- |
| VK Arupinum | Rovinj  | 1953.   | http://www.arupinum.hr/                                                                               |                       |
| VK Istra    | Pula    | 1886.   | http://www.vk-istra.hr/                                                                               | [neaktivna poveznica] |
| VK Medulin  | Medulin | 1998.   | http://www.vk-medulin.hr/ Arhivirana inačica izvorne stranice od 29. kolovoza 2011. (Wayback Machine) |                       |

## Ostali veslački savezi i udruge
- Veslački savez Zagreba
- Veslački savez Dalmacije
- Veslački savez županije Splitsko-Dalmatinske
- Veslački savez Dubrovačko-Neretvanske županije
- Hrvatski veslački savez